# Indiana Jones Adventure
Indiana Jones Adventure: Temple of the Forbidden Eye en Indiana Jones Adventure: Temple of the Crystal Skull zijn simulator darkrides in de attractieparken Disneyland Park Anaheim en Tokyo DisneySea. De attractie werd geopend op 3 maart 1995. De attractie is gebaseerd op de Indiana Jonesfilms. In de attractie maken bezoekers een rondrit door een verloren tempel.

## Geschiedenis
Temple of the Forbidden Eye werd bedacht naar aanleiding van het succes van Indiana Jones Epic Stunt Spectacular! in Disney-MGM Studios. George Lucas werkte samen met Disney aan de creatie van de attractie.
Verschillende concepten werden bedacht, waaronder een walkthrough-avontuur en een hogesnelheidsachtervolging in een mijnkarretje. Het bouwen begon in augustus 1993. Meer dan 400 imagineers werkten samen aan de attractie. Disney nam patent op de attractie op 16 november 1995.
Ter promotie van de attractie zond Disney Channel een televisieprogramma uit, getiteld Indiana Jones Adventure.
De Indiana Jones: Temple of the Crystal Skull” bestaat sinds 2002.

## Het verhaal
Temple of the Forbidden Eye (Disneyland): het verhaal speelt zich af in juli 1936, en wordt verteld via 12 brieven en telegrammen. Er is een oude Indische tempel ontdekt die 2000 jaar geleden is bedolven bij een vloed. Indiana Jones verkent de tempel. De grootste schat in de tempel is die van de mensen die geofferd zijn aan de god Mara. Deze god geeft al deze rijkdommen, eeuwige jeugd of toekomstvisioenen.
Daar Indiana Jones al snel geldgebrek heeft voor meer onderzoek, organiseren hij en Sallah tochtjes door de tempel voor toeristen. Enkele toeristen verdwenen echter spoorloos en Jones ging hen opsporen. Nadien is ook van hem niets meer vernomen. De toergroepen blijven echter komen. De gasten in de attractie maken zogenaamd deel uit van zo’n toergroep en maken met een voertuig een rit door de tempel.
Temple of the Crystal Skull (Tokyo DisneySea): het verhaal van deze attractie speelt zich af in Zuid-Amerika. Het verhaal is gelijk aan dat van The Forbidden Eye, behalve dat in deze tempel de bron van de eeuwige jeugd zou liggen.

## Het voertuig

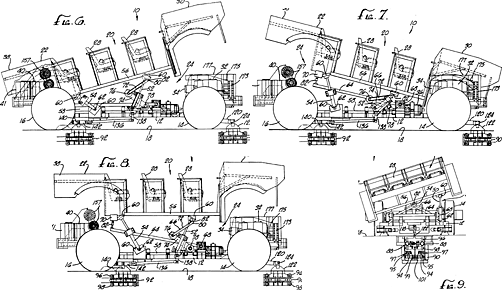
Diagrammen van de voertuigen, en de manieren waarop deze kunnen bewegen.

Gasten in de attractie rijden rond in een EMV (Enhance Motion Vehicle) dat lijkt op een transportvoertuig uit de Tweede Wereldoorlog. Deze voertuigen rijden over rails. Elk voertuig heeft twee rijen met stoelen en op elke rij kunnen ongeveer 4 mensen zitten.
Elk voertuig is een miniatuurbewegingssimulator, daar het voertuig de bewegingen die gemaakt worden extra versterkt.

## De rit
De rit bestaat in beide versies uit verschillende kamers.

### Chamber of Destiny
Temple of the Forbidden Eye (Disneyland): In deze kamer bevinden zich drie deuren, die leiden naar de bron van de eeuwige jeugd, de kamer van rijkdommen en het observatorium van de toekomst. Een van de deuren begint te gloeien en dat is blijkbaar de deur die de passagiers hebben gekozen. Het voertuig rijdt door de deur.
Temple of the Crystal Skull (Tokyo DisneySea): in deze versie is er maar 1 deur omdat iedereen op een zoektocht naar de bron van de eeuwige jeugd is.

### Hall of Promise
Temple of the Forbidden Eye (Disneyland): het voertuig rijdt een tunnel binnen. Afhankelijk van de gekozen deur is deze tunnel op een bepaalde manier verlicht. Aan het eind van de tunnel hoort men de god Mara zeggen dat de passagiers hem in de ogen hebben gekeken, en dat hen nu enkel de dood wacht.
Temple of the Crystal Skull (Tokyo DisneySea): de tunnel in deze versie bevat elementen uit alle drie de tunnelvariaties van de Disneyland-versie. Aan het eind ziet men een kristallen schedel met gloeiende ogen.

### Tunnel of Torment
Het voertuig lijkt op een uitgang af te gaan, maar maakt dan een scherpe bocht en gaat een grote gang in. Bliksemschichten zijn zichtbaar.

### Gates of Doom
De Gates of Doom zijn omgeven door groene mist. Een Indiana Jonesanimatronic probeert de deuren dicht te houden en berispt de toeristen dat ze in de ogen van Mara hebben gekeken.

### Cavern of Bubbling Death
Temple of the Forbidden Eye (Disneyland): het voertuig rijdt een kamer binnen met een lavaput. In de verte is een touwbrug zichtbaar waar een ander voertuig overheen rijdt. Aan de zijkant is een stenen gezicht van Mara zichtbaar. Stralen schieten uit een van zijn ogen en laten de brug in brand vliegen.
Temple of the Crystal Skull (Tokyo DisneySea): deze versie heeft geen lava, en in plaats van Mara is het een kristallen schedel die de brug probeert te vernielen.

### Mummy Chamber
Het voertuig draait naar links en gaat een kamer vol skeletten binnen.

### Bug Room
Opeens wordt alles donker. Alleen de lichten van het voertuig knipperen nog aan en uit, waardoor men een glimp opvangt van muren vol insecten.

### The Bridge
Temple of the Forbidden Eye (Disneyland): het voertuig verlaat de duistere kamer en bevindt zich weer bij de lavaput. Nu rijdt het voertuig zelf de brug op alwaar Mara de brug probeert te vernietigen. Het voertuig haalt de overkant.
Temple of the Crystal Skull (Tokyo DisneySea): in plaats van Mara is het een kristallen schedel die de brug probeert te vernielen.

### Snake Temple
Temple of the Forbidden Eye (Disneyland): duizenden slangen vullen de muren. Een gigantische cobra haalt uit naar het voertuig.
Temple of the Crystal Skull (Tokyo DisneySea): de slang die het voertuig aanvalt is een anaconda in plaats van een cobra.

### Mud Slide
Het voertuig gaat terug naar de brug, maar maakt net voor de brug een scherpe bocht naar rechts. Men belandt in een kamer vol schedels, waarna het voertuig een donkere tunnel binnengaat.

### Rat Cave
Temple of the Forbidden Eye (Disneyland): het voertuig stopt even en men ziet in de kamer overal ratten. Het voertuig rijdt op hoge snelheid op een laaghangende tak af, die echter in het niets verdwijnt. Dit effect is niet gedaan met hologrammen, maar met een videoprojectie op rook.
Temple of the Crystal Skull (Tokyo DisneySea): in deze versie komen geen ratten voor. In plaats daarvan ziet men een schedel waar oranje rook uitkomt.

### Dart Corridor
Temple of the Forbidden Eye (Disneyland): het voertuig arriveert in een tunnel met schilderingen van skeletten gewapend met speren. Men hoort het geluid van pijltjes die worden afgeschoten. Via luchtstromen wordt gesimuleerd dat deze pijltjes rakelings langs de gasten vliegen.
Temple of the Crystal Skull (Tokyo DisneySea): in deze versie zijn schedels op de muur getekend.

### Rolling Boulder
Temple of the Forbidden Eye (Disneyland): Het voertuig stopt even, en men ziet Indiana Jones aan een touw boven een schacht hangen. Dan komt er een kolossale steen op het voertuig afgerold. Op het laatste moment zakt het voertuig door de grond, en ontwijkt zo de steen.
Temple of the Crystal Skull (Tokyo DisneySea): in deze versie wordt op dit punt een foto gemaakt die na afloop kan worden gekocht.

### Finale
Het voertuig maakt een scherpe draai in de donkere tunnel en men ziet Indiana Jones voor de zojuist ontweken steen staan. Hij spreekt de toeristen toe. De dingen die hij zegt zijn afwisselend "Not bad... for tourists", "Next time, wear blindfolds okay", "Tourists, why'd it have to be tourists", "Next time, you're on your own", "Don't tell me that wasn't big fun" of "That wasn't so bad, was it?" Het voertuig keert terug naar het startpunt.